# ساعر 4.5
زوارق الصواريخ فئة ساعر 4.5 (بالعبرية: סער 4.5) هي فئة من زوارق الصواريخ تعمل في البحرية الإسرائيلية من تصميم وصناعة شركة أحواض بناء السفن الإسرائيلية. كزورق صواريخ مُعدل يُشكل امتداداً من الفئة ساعر 4.
تنقسم فئة ساعر 4.5 إلى فئتين فرعيتين مختلفتين. أُطلق على الأولى مبدئياً اسم خوخيت (بالعبرية: חוחית، الحسون) ثُم غُير إلى عليا (بالعبرية: עליה)، تألفت هذه الفئة من زورقين يخدمان حالياً مع البحرية المكسيكية. أما الفئة الفرعية الثانية، سُميت في البداية نيريت (بالعبرية: נירית) ثُم غُير إلى هيتز (بالعبرية: חץ، السهم).

## تاريخ البناء
تضمنت خطة البناء الأصلية لزوارق الصواريخ فئة ساعر 4.5 ما يلي:
زورقان مجهزان باستقبال مروحيات (فئة عليا الفرعية):
- آي إن إس عليا
- آي إن إس غيولا

ثلاثة زوارق صاروخية عادية (فئة هيتز الفرعية):
- آي إن إس روماخ (أُطلق وكُلف في 1981)
- آي إن إس كيشيت (أُطلق وكُلف في 1982)
- آي إن إس نيريت

وُضعت عارضة آي إن إس نيريت في 1984 ولكن توقف البناء نتيجة نقص الأموال وأُطلق أخيراً في 1990 وجرى تشغيله في 1991 ببعض المعدات الحديثة، وفي النهاية أُعيد تسميته إلى آي إن إس هيتز. وبالتالي، حدثت ترقية لزورقي آي إن إس روماخ وآي إن إس كيشيت الأقدمين ليتماشيا مع مواصفات آي إن إس هيتز.
كُلفت الزوارق آي إن إس ترشيش وآي إن إس كيدون وآي إن إس يافو في 1997 و1997 و1998 على التوالي. بُني زورقا آي إن إس كيدون وآي إن إس يافو بشكل خاص من أنظمة قديمة مختلفة مُفككة من زوارق ساعر 4 التي تحمل نفس الأسماء، فوق هياكل فئة ساعر 4.5 الجديدة. من المحتمل أيضاً أن تكون آي إن إس ترشيش قد بُنيت ببعض أنظمة الأسلحة التي نُزعت من زورق صواريخ ساعر 4 يحمل نفس الاسم، فوق هيكل جديد من فئة ساعر 4.5.
كُلف زورقين آخرين من فئة هيتز الفرعية لساعر 4.5، وهما آي إن إس حيريف وآي إن إس صوفا، في 2002 و2003، مما رفع عدد زوارق الصواريخ من فئة هيتز الفرعية إلى ثمانية.

## الفئات الفرعية

### فئةعليا
كان أول زورقين لساعر 4.5 من فئة عليا الفرعية. بُنيا زورقي هذه النسخة وأُطلقا في 1980، الأول كان آي إن إس عليا، تلاه آي إن إس غيولا. جُهز زورقا الصواريخ هذه بالإضافة إلى الصواريخ المضادة للسفن، بمرافق طيران يمكنها استيعاب طائرتين (واحدة على أساس منتظم) من طراز بيل 206 أو إم دي 500 أو يوروكوبتر بانثر. وكانت الأخيرة آخر مروحية تُنشر على هذه الزوارق في البحرية الإسرائيلية. تعد فئة عليا من أصغر فئات السفن الحربية التي بها مهبط وحظيرة للطائرات العمودية.
كُلف زورقا آي إن إس عليا وآي إن إس غيولا بتدمير منشأة عسكرية في نهر البارد، شمال لبنان في أغسطس 1984. نجحت مروحية إم دي 500 ديفيندر من على متن آي إن إس عليا ومروحيتان من على آي إن إس غيولا في إصابة الهدف بنجاح. نفذ الزورقان مهمة مماثلة بالقرب من نهر البارد في يوليو 1985.

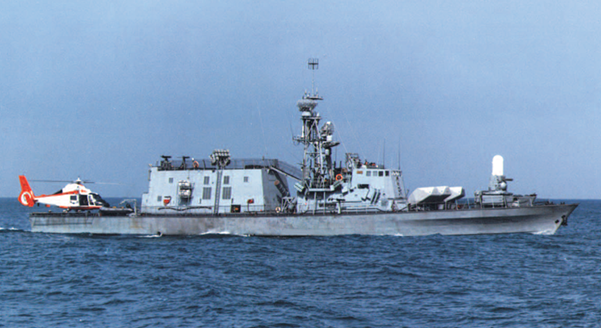
آي إن إس عليا في 1985.
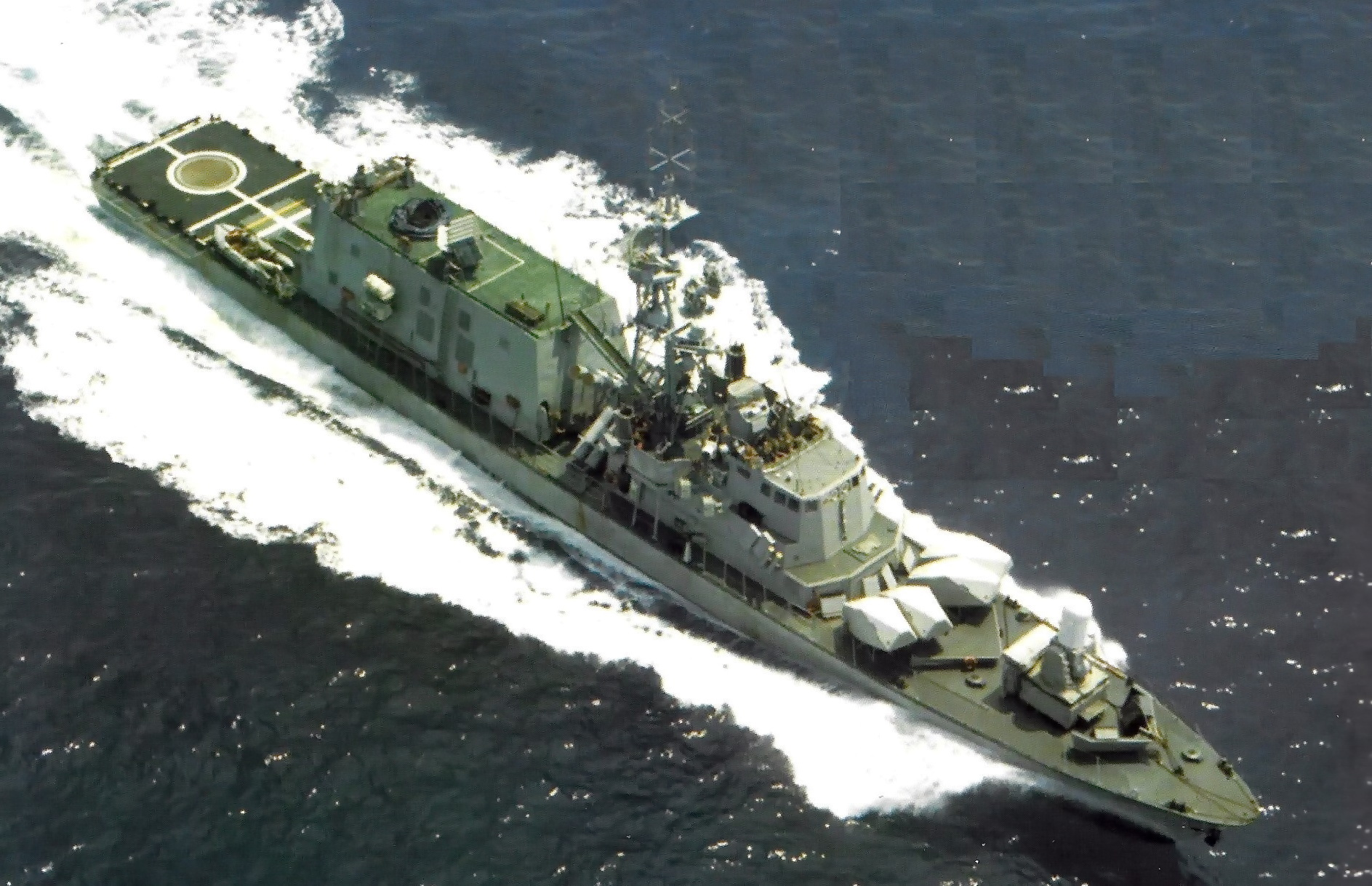
آي إن إس غيولا في 1982.

### فئةهيتز
تفتقر زوارق الصواريخ من فئة هيتز إلى تسهيلات الطيران المتاحة لفئة عليا، إلا أنها جُهزت بالمزيد من أنظمة التسليح. وقد بُنيت إلى حد كبير على أساس زوارق ساعر 4 مع تحسينات في الأنظمة الإلكترونية: القيادة والسيطرة والكشف الراداري والتصنيف وتحديد الهوية ونظام التحكم النيراني ورادار (إي إل/إم-2258 مع مصفوفة مسح إلكتروني نشط) والسونار، وأنظمة الحرب الإلكترونية. كما رُقيت المحركات وأنظمة الدفع. يبلغ طول هذه الزوارق نفسها 4 م (13 قدماً) أطول من زوارق ساعر 4 وذلك لاستيعاب الأنظمة الجديدة.

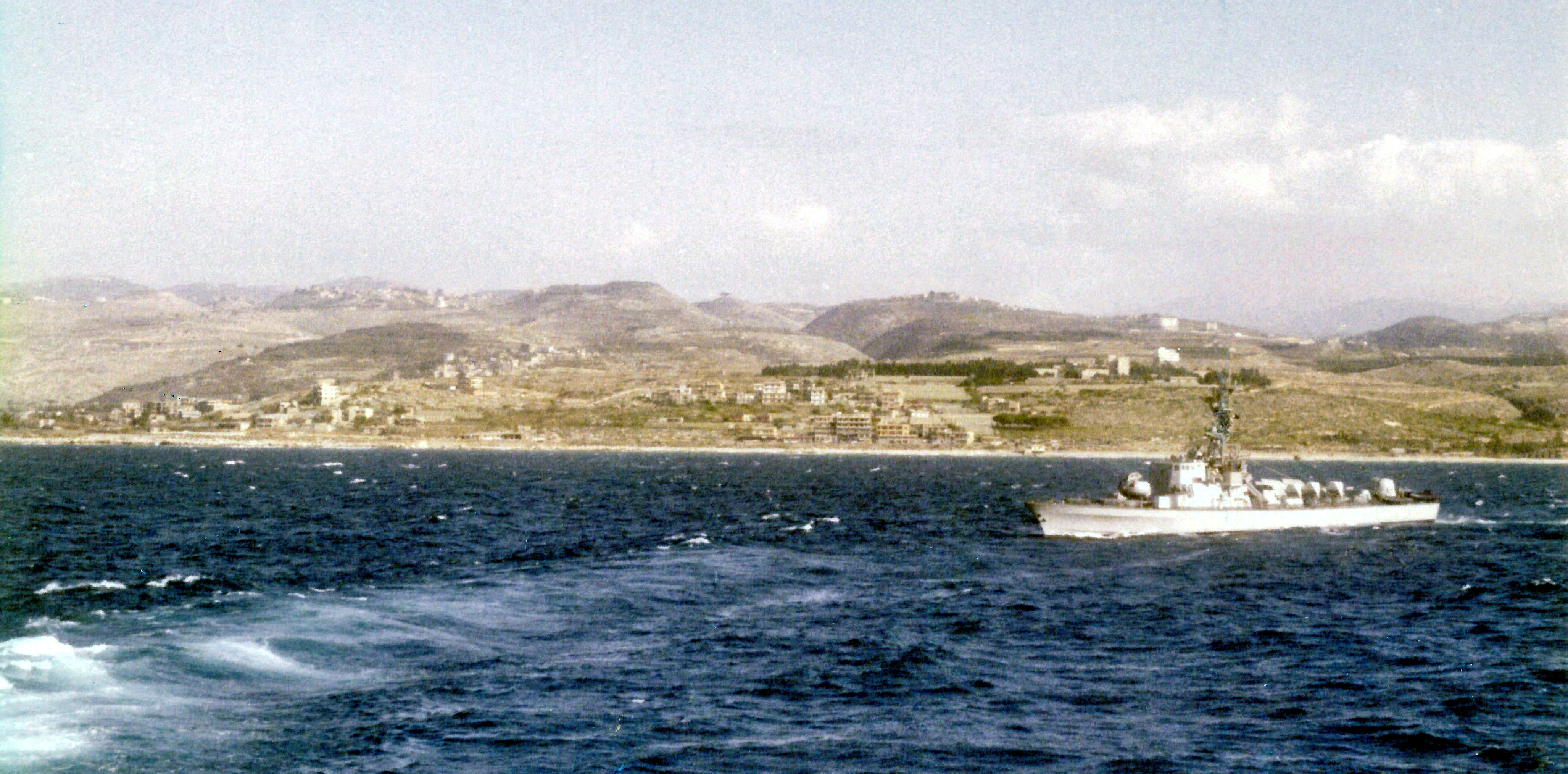
آي إن إس روماخ
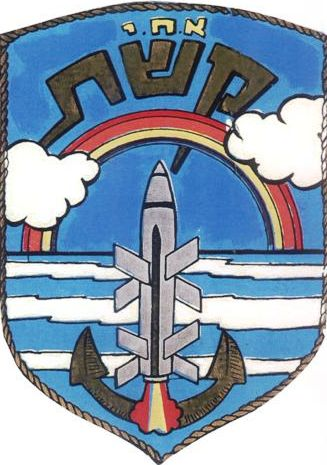
شعار آي إن إس كيشيت
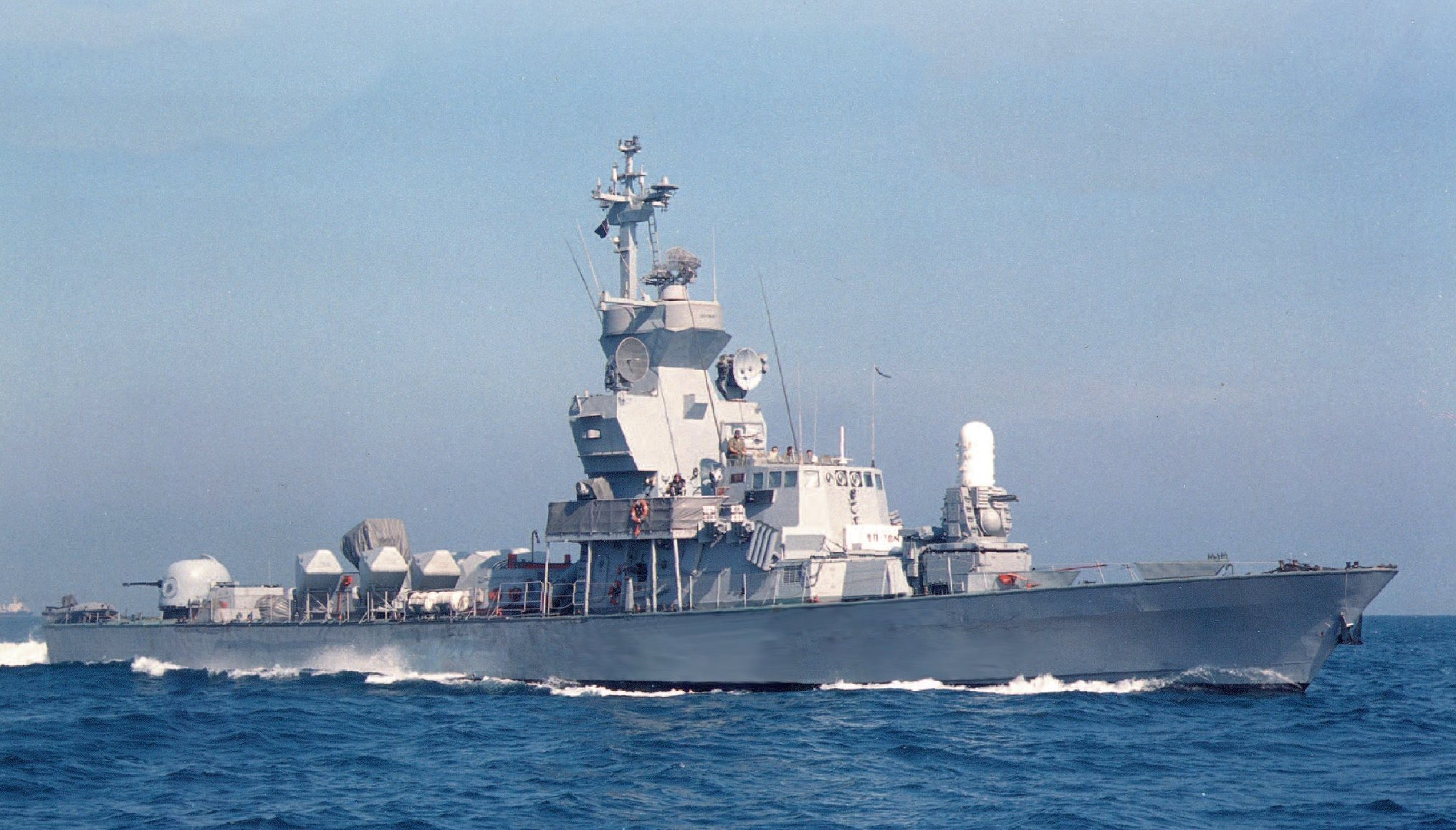
آي إن إس هيتز
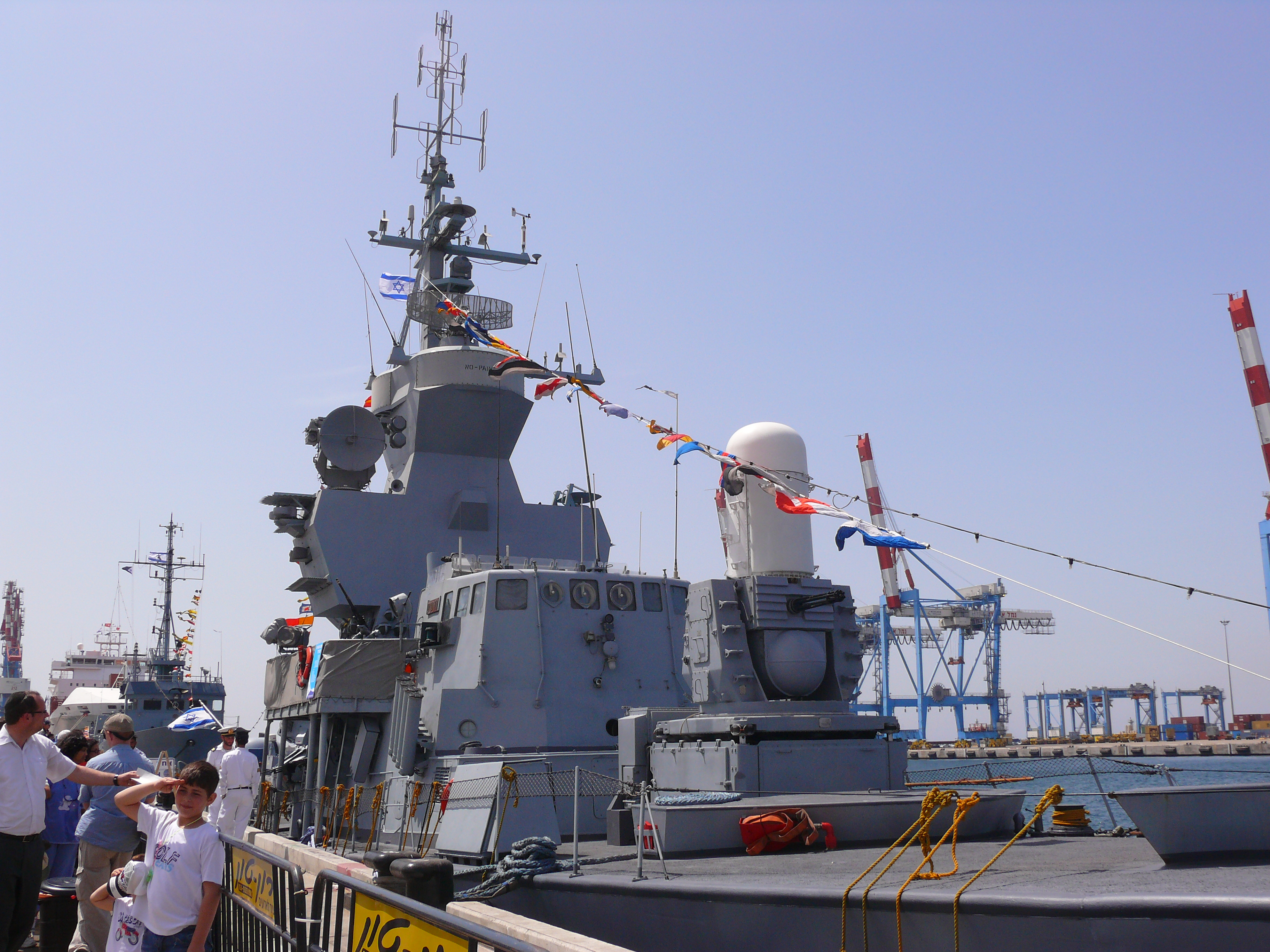
آي إن إس ترشيش
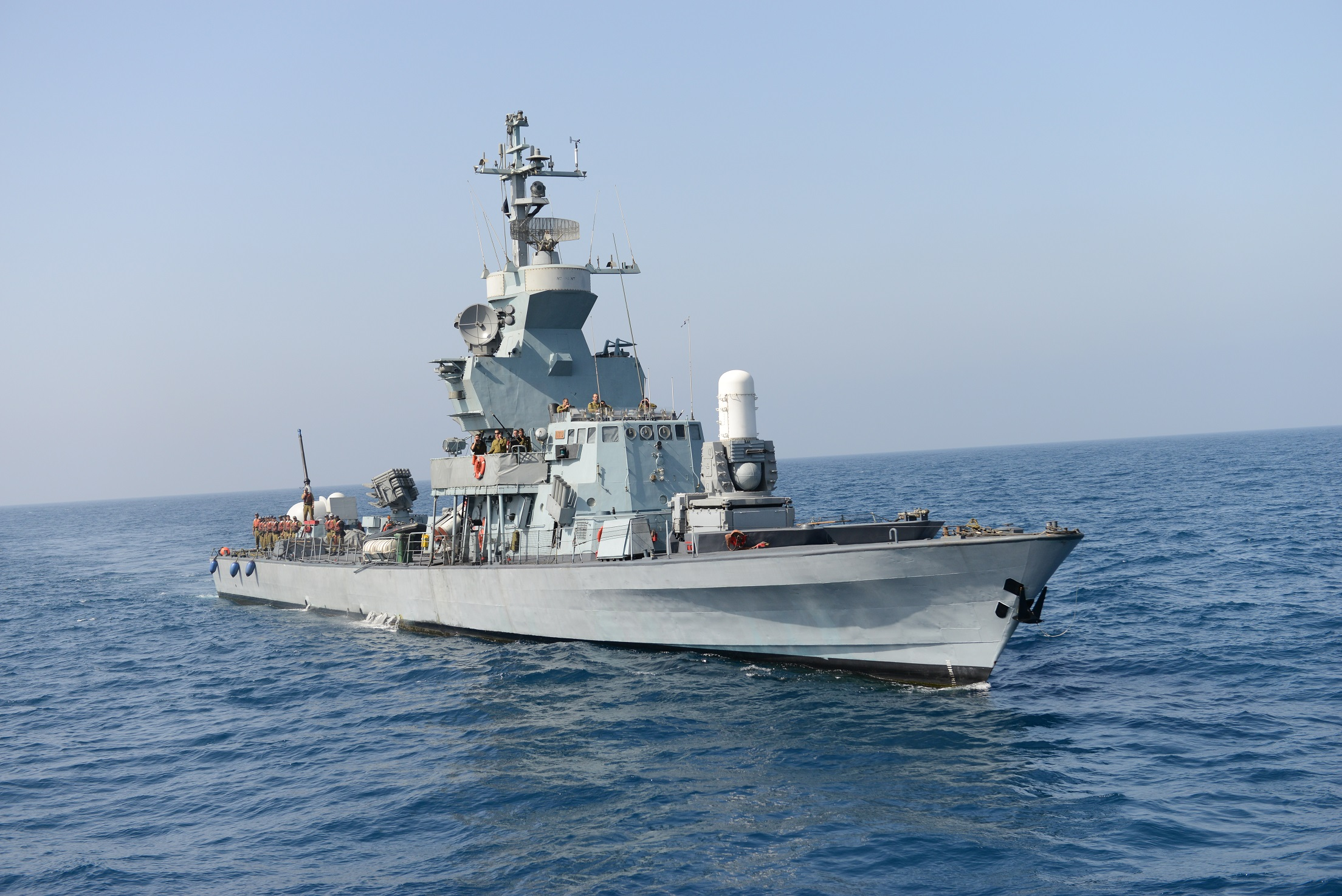
آي إن إس كيدون
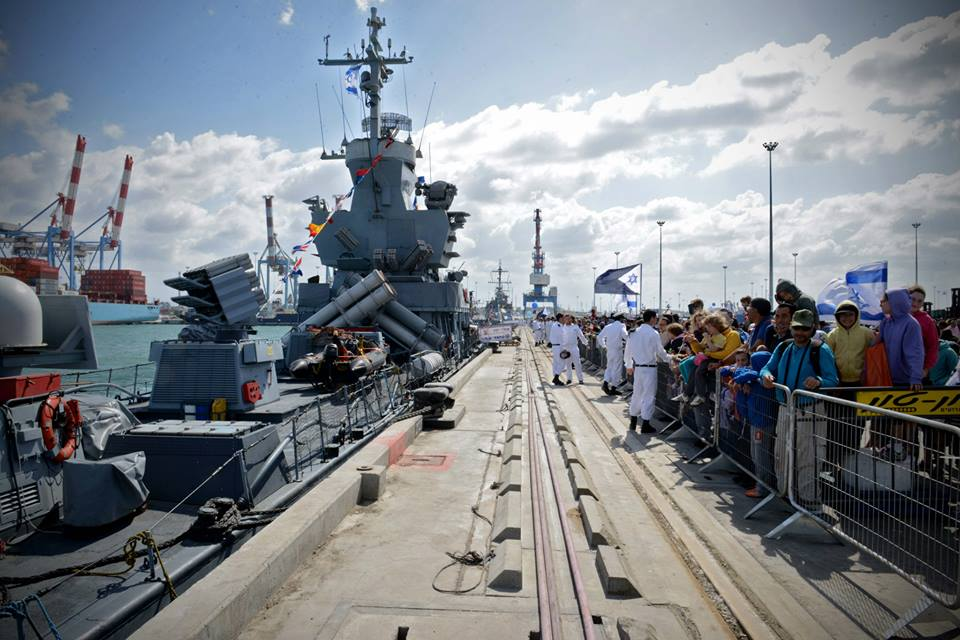
آي إن إس يافو
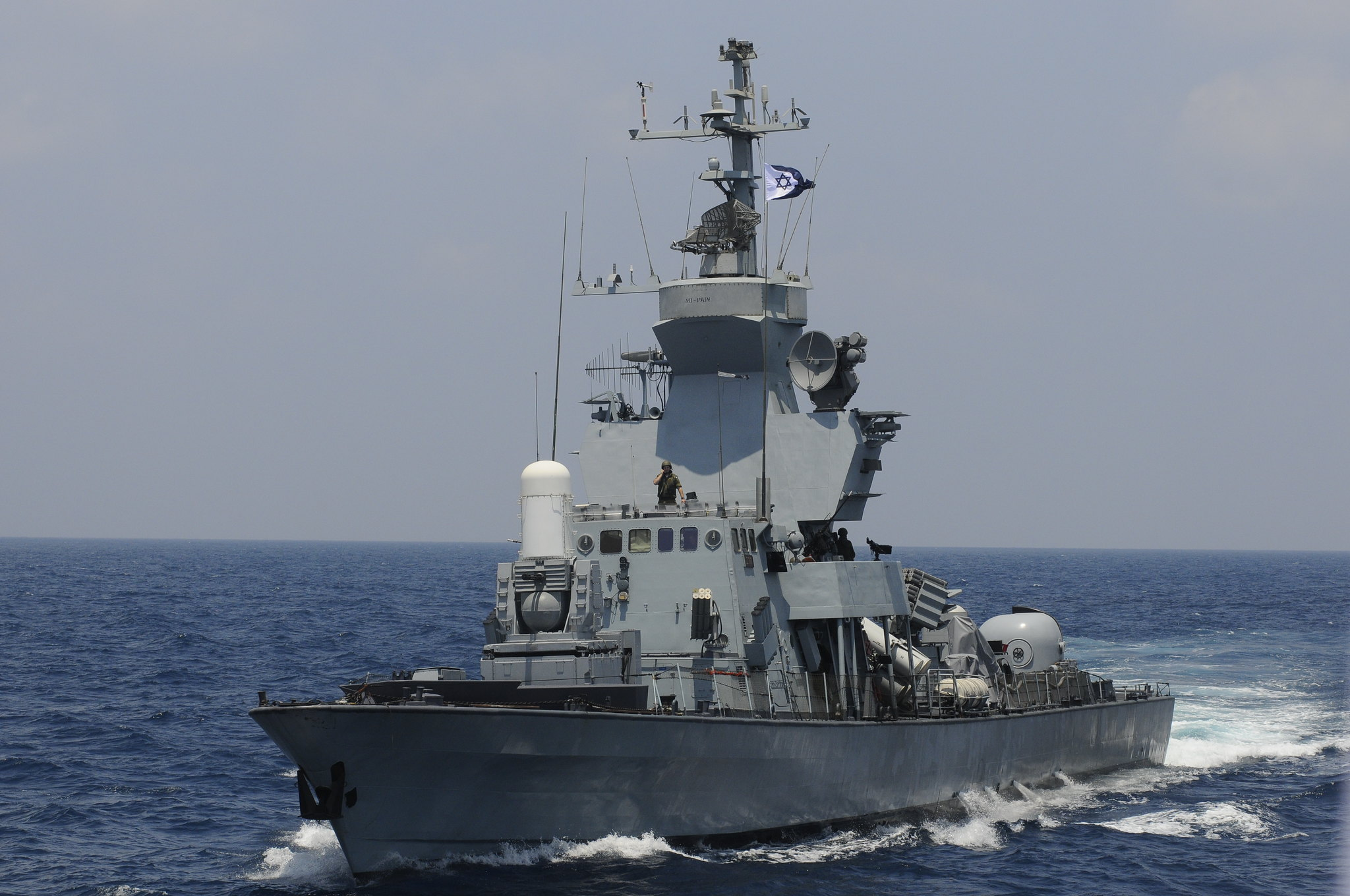
آي إن إس حيريف
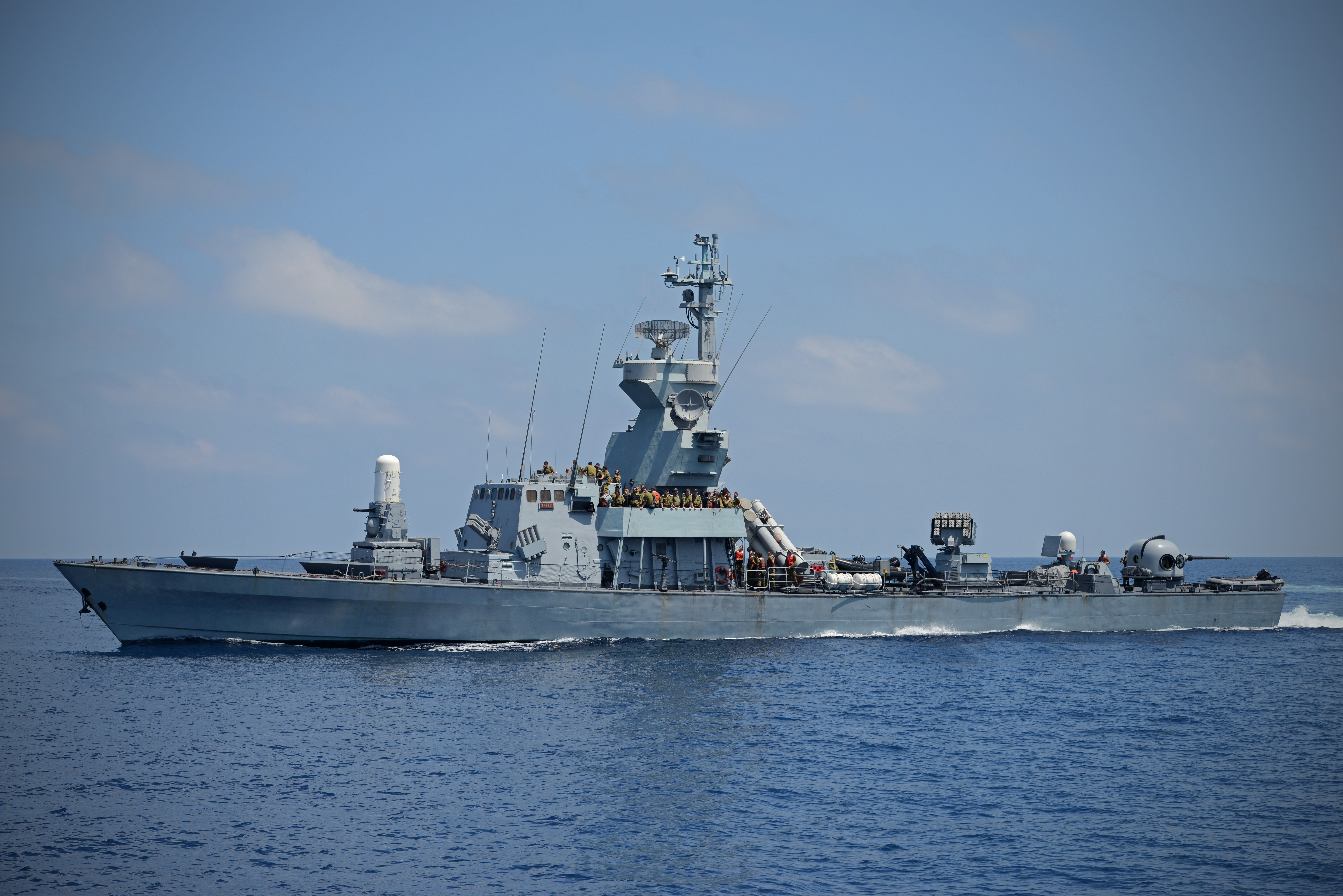
آي إن إس صوفا

## الاستبدال المستقبلي
تخطط البحرية الإسرائيلية لاستبدال زوارق ساعر 4.5 بسفن مستقبلية من فئة ريشيف اعتباراً من منتصف 2020. ستعتمد هذه السفن التي يبلغ طولها 76 م (249 قدماً و4 بوصات) على تصميم فرقيطات ساعر 72 التي تبنيها أحواض بناء السفن الإسرائيلية. سوف تُجهز هذه السفن بأسلحة وأنظمة دفاعية متطورة، بما في ذلك منظومة القبة الحديدية (النسخة-سي).

## المستخدمون

### إسرائيل
تملك ثمانية زوارق فئة هيتز تخدم في البحرية الإسرائيلية اعتباراً من 2019.

### المكسيك
اشترت المكسيك آي إن إس عليا وآي إن إس غيولا في يناير 2004 للخدمة في البحرية المكسيكية. أُعيد إطلاق الزوارق في المكسيك في 23 أغسطس 2004، كما أُعيد تسميتها إيه آر إم أوراكان [الإنجليزية] وإيه آر إم تورمينتا [الإنجليزية]. تشير التقارير الصحفية إلى أن إسرائيل أزالت أنظمة صواريخ هاربون قبل بيع الزوارق، ومع ذلك، ضمت الحزمة أنظمة صواريخ جبريل المضادة للسفن.

### اليونان
اشترى خفر السواحل اليوناني ثلاثة زوارق دورية بحرية بناءً على تصميم نيريت، لكنها مسلحة فقط بمدفع 30 ملم. ونُصب عليها رافعة في المكان المخصص عادةً للصواريخ على سطح السفينة.

## روابط خارجية
- فئة عليا على موقع غلوبال سيكيورتي
- فئة هيتز على موقع غلوبال سيكيورتي
- ساعر 4.5 على موقع شركة بناء أحواض السفن الإسرائيلية
- ساعر على موقع دائرة التعاون الدفاعي الدولي (سيبات)